# Bruno Amiconi
Bruno Amiconi (La Plata, Buenos Aires, 16 de diciembre de 1986) es un árbitro profesional de fútbol argentino, que dirige en la segunda categoría de su país, la Primera Nacional, y se desempeñó varios años en la tercera, Torneo Federal A.

## Carrera
Amiconi ha arbtirado varios años en la tercera división, logrando estar presente en varias finales de campeonato. El árbitro platense ha estado envuelto en varias situaciones polémicas a lo largo de su carrera, que incluyeron sospechas arbitrales, altercados con futbolistas, y agresiones salvajes por parte de los simpatizantes, entre otros.